# Hartlepool United F.C.
Hartlepool United FC là một câu lạc bộ bóng đá chuyên nghiệp có trụ sở tại Hartlepool, County Durham, Anh. Đội bóng hiện thi đấu tại League Two, giải hạng 4 của bóng đá Anh.

## Danh hiệu
Danh hiệu của câu lạc bộ Hartlepool United bao gồm:
- Third Division North / League One (Giải hạng 3)
  - Vòng chung kết Play-off mùa giải 2004–05
- League Two / Third Division / Fourth Division (Giải hạng 4)
  - Á quân các mùa giải 2002–03, 2006–07
  - Thăng hạng các mùa giải 1967–68, 1990–91
- National League (Giải hạng 5)
  - Đội thắng trận Play-off mùa giải 2020–21
- FA Amateur Cup
  - Nhà vô địch mùa giải 1904–05 (West Hartlepool)
- Durham Challenge Cup
  - Nhà vô địch các mùa giải 1908–09, 1909–10, 1956–57, 1957–58, 2004–05